# 16e regering van Israël
De 16e regering (ook bekend als het kabinet–Meïr III) was de uitvoerende macht van de Staat Israël van 10 maart 1974 tot 3 juni 1974. Premier Golda Meïr (Arbeidspartij) stond aan het hoofd van een coalitie van de Arbeidspartij, Mapam, de Nationaal-Religieuze Partij en de Onafhankelijke Liberalen.
Op 10 april 1974 verscheen het tussenrapport van de "Commissie Agranat" die het onderzoek voerde naar de totstandkoming van de Jom Kipoeroorlog, naar aanleiding van de resultaten hiervan diende premier Meïr de volgende dag haar ontslag aan waarna het kabinet al na 11 dagen viel.

## Ambtsbekleders
| Ambtsbekleder                     | Ambtsbekleder     | Ambtsbekleder                                  | Functie                                         | Ambtstermijn     | Ambtstermijn    | Partij                       |
| --------------------------------- | ----------------- | ---------------------------------------------- | ----------------------------------------------- | ---------------- | --------------- | ---------------------------- |
|                                   | Golda Meïr        | Golda Meïr גּוֹלְדָּה מֵאִיר (1898–1978)              | Premier                                         | 17 maart 1969    | 3 juni 1974     | Arbeidspartij                |
|                                   | Yigal Allon       | Rav Aluf Yigal Allon יִגְאָל אַלּוֹן (1918–1980)     | Vicepremier                                     | 1 juli 1968      | 21 juni 1977    | Arbeidspartij                |
| Minister van Onderwijs en Cultuur | Yigal Allon       | Rav Aluf Yigal Allon יִגְאָל אַלּוֹן (1918–1980)     | 15 december 1969                                | 3 juni 1974      |                 | Arbeidspartij                |
|                                   | Moshe Dayan       | Rav Aluf Moshe Dayan משה דיין (1915–1981)      | Minister van Defensie                           | 5 juni 1967      | 3 juni 1974     | Arbeidspartij                |
|                                   | Abba Eban         | Abba Eban אבא אבן (1915–2002)                  | Minister van Buitenlandse Zaken                 | 12 januari 1966  | 3 juni 1974     | Arbeidspartij                |
|                                   | Yosef Burg        | Yosef Burg יוסף בורג (1909–1999)               | Minister van Binnenlandse Zaken                 | 1 september 1970 | 3 juni 1974     | Nationaal- Religieuze Partij |
|                                   | Pinchas Sapir     | Pinchas Sapir פנחס ספיר (1906–1975)            | Minister van Financiën                          | 15 december 1969 | 3 juni 1974     | Arbeidspartij                |
|                                   | Chaim Josef Zadok | Chaim Josef Zadok חיים יוסף צדוק (1913–2002)   | Minister van Justitie                           | 10 maart 1974    | 21 juni 1977    | Arbeidspartij                |
|                                   | Chaim Bar-Lev     | Rav Aluf Chaim Bar-Lev חיים בר-לב (1924–1994)  | Minister van Economie                           | 5 maart 1972     | 21 juni 1977    | Arbeidspartij                |
| Minister van Ontwikkelingen       | Chaim Bar-Lev     | Rav Aluf Chaim Bar-Lev חיים בר-לב (1924–1994)  | 10 maart 1974                                   | 3 juni 1974      |                 | Arbeidspartij                |
|                                   | Victor Shem-Tov   | Victor Shem-Tov ויקטור שם-טוב (1915–2014)      | Minister van Volksgezondheid                    | 1 september 1970 | 21 juni 1977    | Mapam                        |
|                                   | Yitzhak Rabin     | Rav Aluf Yitzhak Rabin יִצְחָק רַבִּין (1922–1995)   | Minister van Arbeid                             | 10 maart 1974    | 3 juni 1974     | Arbeidspartij                |
|                                   | Michael Hazani    | Michael Hazani מיכאל חזני (1913–1975)          | Minister van Sociale Zaken en Welzijn           | 1 september 1970 | 4 april 1974    | Nationaal- Religieuze Partij |
|                                   | Victor Shem-Tov   | Victor Shem-Tov ויקטור שם-טוב (1915–2014)      | Minister van Sociale Zaken en Welzijn           | 4 april 1974     | 30 oktober 1974 | Mapam                        |
|                                   | Aaron Yariv       | Aluf Aaron Yariv אהרן יריב (1920–1994)         | Minister van Vervoer                            | 10 maart 1974    | 3 juni 1974     | Arbeidspartij                |
|                                   | Chaim Gvati       | Chaim Gvati חיים גבתי (1901–1990)              | Minister van Landbouw                           | 10 november 1964 | 3 juni 1974     | Arbeidspartij                |
|                                   |                   | Jehoshua Rabinovitz יהושע רבינוביץ (1911–1979) | Minister van Huisvesting                        | 10 maart 1974    | 3 juni 1974     | Arbeidspartij                |
|                                   | Shlomo Hillel     | Shlomo Hillel שלמה הלל (1923–2021)             | Minister van Openbare Veiligheid                | 15 december 1969 | 21 juni 1977    | Arbeidspartij                |
|                                   | Chaim Yosef Zadok | Shlomo Rosen שלמה רוזן (1905–1985)             | Minister van Immigratie                         | 10 maart 1974    | 21 juni 1977    | Mapam                        |
|                                   | Itzhak Rafael     | Itzhak Rafael יצחק רפאל (1914–1999)            | Minister van Religieuze Zaken                   | 10 maart 1974    | 3 juni 1974     | Nationaal- Religieuze Partij |
|                                   | Aaron Uzan        | Aaron Uzan אהרן אוזן (1924–2007)               | Minister van Communicatie                       | 10 maart 1974    | 3 juni 1974     | Arbeidspartij                |
|                                   | Moshe Kol         | Moshe Kol משה קול (1911–1989)                  | Minister van Toerisme                           | 12 januari 1966  | 21 juni 1977    | Onafhankelijke Liberalen     |
|                                   | Shimon Peres      | Shimon Peres שִׁמְעוֹן פֶּרֶס (1923–2016)             | Minister van Informatie                         | 10 maart 1974    | 3 juni 1974     | Arbeidspartij                |
|                                   | Israel Galili     | Tat Aluf Israel Galili ישראל גלילי (1911–1986) | Minister zonder portefeuille (Informatie)       | 15 december 1969 | 21 juni 1977    | Arbeidspartij                |
|                                   | Gideon Hausner    | Gideon Hausner גדעון האוזנר (1915–1990)        | Minister zonder portefeuille (Juridische Zaken) | 10 maart 1974    | 21 juni 1977    | Onafhankelijke Liberalen     |